# 橡皮泥
橡皮泥是一种由钙、凡士林和脂肪酸制成的油灰狀物質。橡皮泥的英文Plasticine最初是英國品牌的名称，後來成為橡皮泥的代稱。橡皮泥有著不干燥的特性，是常見的儿童玩具。橡皮泥具體的成分為65%的填充劑（主要是石膏），10%的凡士林，5%的石灰，10%的羊毛脂和10%的硬脂酸。